# Collingwood O'Hare Entertainment
Collingwood O'Hare Entertainment è uno studio di animazione britannico, fondato a Londra nel 1988 da Tony Collingwood e Christopher O'Hare.

## Serie televisive
- RARG (1988)
- Captain Zed and the Zee Zone (1991)
- Oscar's Orchestra (1994–1997)
- Si salvi chi può! Arriva Dennis (Dennis and Gnasher) (1996)
- Pond Life (1998–2000)
- Animal Stories (1999–2002)
- Busy Buses (1999–2003)
- The Magic Key  (2000–2001)
- Eddy and the Bear (2001)
- The King's Beard (2002)
- Yoko! Jakamoko! Toto! (2002–2005)
- Harry e i dinosauri nel magico secchiello blu (Harry and his bucket full of dinosaurs) (2005-2006)
- Gordon the Garden Gnome (2005–2007)
- The Secret Show (2006–2009)
- Dennis e Ringhio (Dennis the Menace and Gnasher) (2009)
- The Cat in the Hat Knows a Lot About That! (2010–2013)
- The Cat in the Hat Knows a Lot About Christmas! (2012)
- Ruff-Ruff, Tweet and Dave (2015)
- Parpazoids (2015)